# Chris Applebaum
Chris Applebaum es un director de videos musicales que ha trabajado con una amplia gama de artistas, entre ellos Rihanna, The Mighty Mighty Bosstones, Mandy Moore, Miley Cyrus, Natasha Bedingfield, Fountains of Wayne, Britney Spears y Drake Bell. También ha dirigido publicidad, sobre todo el famoso Jr Carl y Paris for President con Paris Hilton.

## Videografía musical

### 1992
1. Material Issue - "Everything"
2. The Greenberry Woods - "Trampoline"

### 1993
1. Gumbo - "Basement Music"
2. Monsterland - "Insulation"
3. New Radiant Storm King - "Surf King"
4. Yaggfu Front - "Lookin' for a Contract"
5. Y'all So Stupid - "Van Full of Pakistans"

### 1994
1. Belly - "Feed the Tree"
2. Catherine - "Songs About Girls"
3. Jamal-Ski - "African Border"
4. Sounds of Blackness- "I Believe"
5. Sounds Of Blackness - "Everything's Gonna Be Alright"
6. Ween - "I Can't Put My Finger on It"
7. Zeke Fiddler - "Grounded"

### 1995
1. Belly- "Now They'll Sleep"
2. Better Than Ezra - "Good"
3. Collective Soul - "Smashing Young Man" (Version #1)
4. Dragmules - "Send Away"
5. Eve's Plum - "Jesus Loves You (Not as much as I Do)"
6. Green Apple Quick Step - "Los Vargos"
7. The Mighty Mighty Bosstones - "Hell of a Hat"
8. Possum Dixon - "Emergency's About to End"

### 1996
1. Cowboy Junkies - "A Common Disaster"
2. Dishwalla - "Counting Blue Cars"
3. Letters to Cleo - "Dangerous Type"
4. Metal Molly - "Orange"
5. Pluto - "When She Was Happy"
6. Superdrag - "Sucked Out"
7. Superdrag - "Destination Ursa Major"

### 1997
1. Buck-O-Nine - "My Town"
2. Fountains of Wayne - "Sink to the Bottom"
3. Freedy Johnston - "On The Way Out"
4. Luscious Jackson - "Under Your Skin"
5. The Mighty Mighty Bosstones - "Royal Oil"
6. The Mighty Mighty Bosstones - "The Impression That I Get"
7. Size 14 - "Claire Danes Poster"
8. Jamie Walters - "I'll Do Anything for You"

### 1998
1. Everything - "Hooch" (Version #2)
2. Lisa Loeb - "Let's Forget About It"
3. Semisonic - "Closing Time"
4. Semisonic - "Singing in My Sleep"

### 1999
1. Lit - "Ziplock"
2. Jennifer Paige - "Sober"
3. Soul Coughing - "Circles"

### 2000
1. Tara MacLean - "If I Fall"
2. Splender - "I Think God Can Explain"
3. Third Eye Blind - "Deep Inside of You"

### 2001
1. American Hi-Fi - "Flavor Of The Weak"
2. Willa Ford (featuring Royce da 5'9") - "I Wanna Be Bad"
3. Willa Ford - "Did Ya Understand That?"
4. Mandy Moore - "Crush"
5. Powderfinger - "My Happiness"
6. Semisonic - "Over My Head"

### 2002
1. Nick Carter - "Help Me"
2. Céline Dion - "Goodbye's (The Saddest Word)"
3. LoveHer - "Girlfriend"
4. Mandy Moore - "Cry"
5. M2M - "Everything"
6. Britney Spears - "I Love Rock 'N' Roll"
7. Britney Spears - "Overprotected"
8. 3LW - "I Do (Wanna Get Close to You)"

### 2003
1. American Hi-Fi - "The Art of Losing"
2. Hilary Duff - "So Yesterday"
3. Fountains of Wayne - "Stacy's Mom"
4. Jewel - "Stand"
5. Kid Rock - "Feel Like Making Love"

### 2004
1. Hilary Duff & Haylie Duff - "Our Lips Are Sealed"
2. Hilary Duff - "Fly"
3. Fountains of Wayne - "Mexican Wine"
4. Hanson - "Penny & Me"
5. Jessica Simpson - "Take My Breath Away"

### 2005
1. American Hi-Fi - "The Geeks Get the Girls"
2. Natasha Bedingfield - "Unwritten"
3. Frankie J - "More Than Words"
4. Brie Larson - "She Said"
5. Kelly Osbourne - "One Word"

### 2006
1. Aly & AJ - "Chemicals React"
2. Paris Hilton - "Stars Are Blind"
3. Vanessa Hudgens - "Come Back To Me"
4. The Pussycat Dolls - "I Don't Need a Man"
5. Rihanna - "SOS" (Version 2)
6. 3LW (featuring Jermaine Dupri) - "Feelin' You"

### 2007
1. Aly & AJ - "Potential Breakup Song"
2. Mary J. Blige - "Just Fine"
3. Rihanna - "Umbrella"
4. Ashley Tisdale - "He Said She Said" (unreleased 1st version)

### 2008
1. Paris Hilton - "Paris for President"
2. Anastacia - "I Can Feel You"
3. Brit and Alex - "Let It Go"
4. Mariah Carey - "I'll Be Lovin' U Long Time"
5. Hayden Panettiere - "Wake Up Call"

### 2009
1. Miley Cyrus - "Party in the U.S.A."

### 2011
1. Selena Gomez & the Scene - "Who Says"
2. Paris Hilton - "Jailhouse Baby"

### 2012
1. Neon Hitch - "F U Betta"

### 2013
1. Demi Lovato - "Heart Attack"